# Austroepigomphus
Austroepigomphus – rodzaj ważek z rodziny gadziogłówkowatych (Gomphidae).

## Rozmieszczenie geograficzne
Rodzaj Austroepigomphus obejmuje gatunki występujące endemicznie w Australii.

## Podział systematyczny
Do rodzaju należą następujące gatunki:
- Austroepigomphus gordoni (Watson, 1962)
- Austroepigomphus praeruptus (Selys, 1858)
- Austroepigomphus turneri (Martin, 1901)